# Пежо тип 105
Пежо тип 105 (фр. Peugeot Type 105) је моторно возило произведено између 1908. - 1909. од стране француског произвођача аутомобила Пежо у њиховој фабрици у Лилу. У том раздобљу је укупно произведено 23 јединице.
Возило покреће шестоцилиндрични четворотактни мотор који је постављен напред, а преко ланчаног преноса је пренет погон на задње точкове. Његова максимална снага била је 60 КС и запремине 11.150 cm³.
Тип 105 се производио у две варијанте 105 А и 105 Б са међуосовинским растојањем од 345,3 цм за тип 105 А и 370 цм за тип 105 Б, а размак точкова је 150 цм. Форма каросерије је ландо и дупли фетон са простором за четири особе, а у спортској варијанти за две особе.